# Nadzeya Astapchuk
Nadzeya Astapchuk (biélorusse : Надзея Miкaлaеунa Астапчук, née le 13 octobre 1980 à Stoline) est une athlète biélorusse spécialiste du lancer du poids.
Championne olympique en 2012, elle est finalement déchue de son titre pour dopage au profit de Valerie Adams.

## Biographie
Elle s'illustre lors de la saison 2005 en devenant championne d'Europe en salle avec 19,37 m. Le 21 juillet à Minsk, la Biélorusse améliore son record personnel et établit la meilleure performance mondiale de l'année avec 21,09 m, établissant pour la première fois de sa carrière un jet au-delà des 21 mètres. Peu après, elle remporte le concours des Championnats du monde d'Helsinki avec 20,51 m devant la Russe Olga Ryabinkina. En fin de saison 2005, Ostapchuk remporte la Finale mondiale d'athlétisme de Monaco.
Elle se classe deuxième des Championnats d'Europe 2006 de Göteborg, à un centimètre seulement de sa compatriote Natallia Khoroneko, puis obtient une nouvelle médaille d'argent lors des Championnats du monde de 2007 où elle s'incline face à la Néozélandaise  Valerie Vili. Deuxième des mondiaux indoor 2008 de Valence derrière Valerie Vili, Nadzeya Astapchuk monte sur la troisième marche du podium des Jeux olympiques de Pékin avec un jet à 19,86 m.
En 2010, Nadzeya Astapchuk réalise la meilleure performance de l'année en salle grâce à un jet à 21,70 m établi à Moguilev. Elle remporte peu après son premier titre de championne du monde indoor en signant avec 20,85 m un nouveau record des championnats. Vainqueur de la Coupe d'Europe hivernale des lancers à Arles avec 20,16 m, elle établit la meilleure performance mondiale de l'année en plein air, à Grodno le 26 juin, avec 20,95 m. Elle remporte par la suite six des sept meetings de la Ligue de diamant 2010 et devient la première lauréate de cette compétition. Le 27 juillet 2010, Nadzeya Astapchuk remporte la médaille d'or des Championnats d'Europe de Barcelone avec la marque de 20,48 m réalisée à son sixième et dernier essai, devançant largement sa compatriote Natallia Mikhnevich, tenante du titre.
En juin 2012, Nadzeya Astapchuk bat de 4 cm son propre record national en plein air en atteignant la marque de 21,13 m à Minsk. Début juillet, à Grodno, elle améliore significativement cette performance en réalisant la meilleure performance mondiale de l'année avec un jet à 21,39 m. Le 18 juillet 2012, à Minsk, Aksana Miankova améliore une nouvelle fois son record en réalisant 21,58 m.
Le 6 août 2012, Nadzeya Astapchuk remporte la médaille d'or des Jeux de Londres grâce à un jet à 21,36 m. Ce titre lui est cependant retiré après un contrôle positif à la méténolone et est revenu à la star de la discipline Valerie Adams.
Le 11 septembre 2012, Alexander Yefimov, l'entraîneur d'Astapchuk, est suspendu quatre ans après avoir avoué l'avoir dopée à son insu. Astapchuk, elle-même n'est suspendue que pour un an, car l'Agence antidopage de Belarus a pris en considération son ignorance des manipulations de son entraîneur.
Le 27 avril 2014, l'IAAF annonce que tous ses résultats compris entre le 13 août 2005 et le 12 août 2007 sont annulés, y compris sa médaille d'or aux Championnats du monde de 2005. Il est également confirmé qu'elle est privée de son titre olympique de 2012.
Le 12 janvier 2017, le comité olympique annonce qu'elle est déchue de sa médaille remportée aux Jeux olympiques de 2008. En novembre suivant, tous ses résultats de 2008 à 2012 sont retirés.

## Palmarès
| Date | Compétition                          | Lieu             | Résultat | Marque  |
| ---- | ------------------------------------ | ---------------- | -------- | ------- |
| 1998 | Championnats du monde juniors        | Annecy           | 1re      | 18,23 m |
| 1999 | Championnats d'Europe juniors        | Riga             | 1re      | 18,20 m |
| 2001 | Championnats du monde en salle       | Lisbonne         | 2e       | 19,24 m |
| 2001 | Championnats d'Europe espoirs        | Amsterdam        | 1re      | 19,73 m |
| 2001 | Championnats du monde                | Edmonton         | 7e       | 18,98 m |
| 2002 | Championnats d'Europe                | Munich           | 5e       | 19,07 m |
| 2003 | Championnats du monde en salle       | Birmingham       | 2e       | 20,31 m |
| 2003 | Championnats du monde                | Paris            | 2e       | 20,12 m |
| 2003 | Finale mondiale                      | Monaco           | 3e       | 19,51 m |
| 2004 | Championnats du monde en salle       | Budapest         | 7e       | 18,33 m |
| 2004 | Jeux olympiques                      | Athènes          | 3e       | 19,01 m |
| 2004 | Finale mondiale                      | Monaco           | 1re      | 19,23 m |
| 2005 | Championnats d'Europe en salle       | Madrid           | 1re      | 19,37 m |
| 2005 | Championnats du monde                | Helsinki         | —        | DSQ     |
| 2005 | Finale mondiale                      | Monaco           | —        | DSQ     |
| 2006 | Championnats du monde en salle       | Moscou           | —        | DSQ     |
| 2006 | Championnats d'Europe                | Göteborg         | —        | DSQ     |
| 2007 | Championnats du monde                | Osaka            | —        | DSQ     |
| 2007 | Finale mondiale                      | Stuttgart        | —        | DSQ     |
| 2008 | Championnats du monde en salle       | Valence          | —        | DSQ     |
| 2008 | Jeux olympiques                      | Pékin            | —        | DSQ     |
| 2009 | Finale mondiale                      | Thessalonique    | —        | DSQ     |
| 2010 | Championnats du monde en salle       | Doha             | —        | DSQ     |
| 2010 | Coupe d'Europe hivernale des lancers | Arles            | —        | DSQ     |
| 2010 | Championnats d'Europe                | Barcelone        | —        | DSQ     |
| 2010 | Ligue de diamant                     | Ligue de diamant | —        | DSQ     |
| 2010 | Coupe continentale                   | Split            | —        | DSQ     |
| 2011 | Championnats du monde                | Daegu            | —        | DSQ     |
| 2011 | Ligue de diamant                     | Ligue de diamant | —        | DSQ     |
| 2012 | Championnats du monde en salle       | Istanbul         | —        | DSQ     |
| 2012 | Coupe d'Europe hivernale des lancers | Bar              | —        | DSQ     |
| 2012 | Jeux olympiques                      | Londres          | —        | DSQ     |

- DSQ : Disqualification

## Records
| Épreuve         | Épreuve      | Performance | Lieu  | Date            |
| --------------- | ------------ | ----------- | ----- | --------------- |
| Lancer du poids | En plein air | 21,09 m     | Minsk | 21 juillet 2005 |
| Lancer du poids | En salle     | 20,56 m     | Minsk | 24 février 2003 |